# A Filosofia na Idade Trágica dos Gregos
A Filosofia na Idade Trágica dos Gregos é uma obra inacabada de Friedrich Nietzsche de 1873. É uma compilação de notas planejadas como um complemento para o livro O Nascimento da Tragédia, publicado em 1872, as notas haviam sido preparadas por Nietzsche para uma eventual publicação. No entanto, a obra nunca foi publicada durante a vida de Nietzsche, e somente foi encontrada postumamente em sua biblioteca.
A abreviação usual do livro na pesquisa de Nietzsche é PhG (Iniciais do titulo do livro em alemão).